# Larroque-Engalin
 Larroque-Engalin  là một xã thuộc tỉnh Gers trong vùng Occitanie tây nam nước Pháp. Xã này có độ cao trung bình 156 mét trên mực nước biển.